# 李家堡乡 (张家口市)
李家堡乡，是中华人民共和国河北省张家口宣化区下辖的一个乡镇级行政单位。

## 行政区划
李家堡乡下辖以下地区：
李家堡村、小白阳村、后洼村、龙潭村、健强庄村、前坝口村、后坝口村、正盘台村、周家窑村、关底村、双圪达村和小蛤蟆口村。